# Goce Delčev

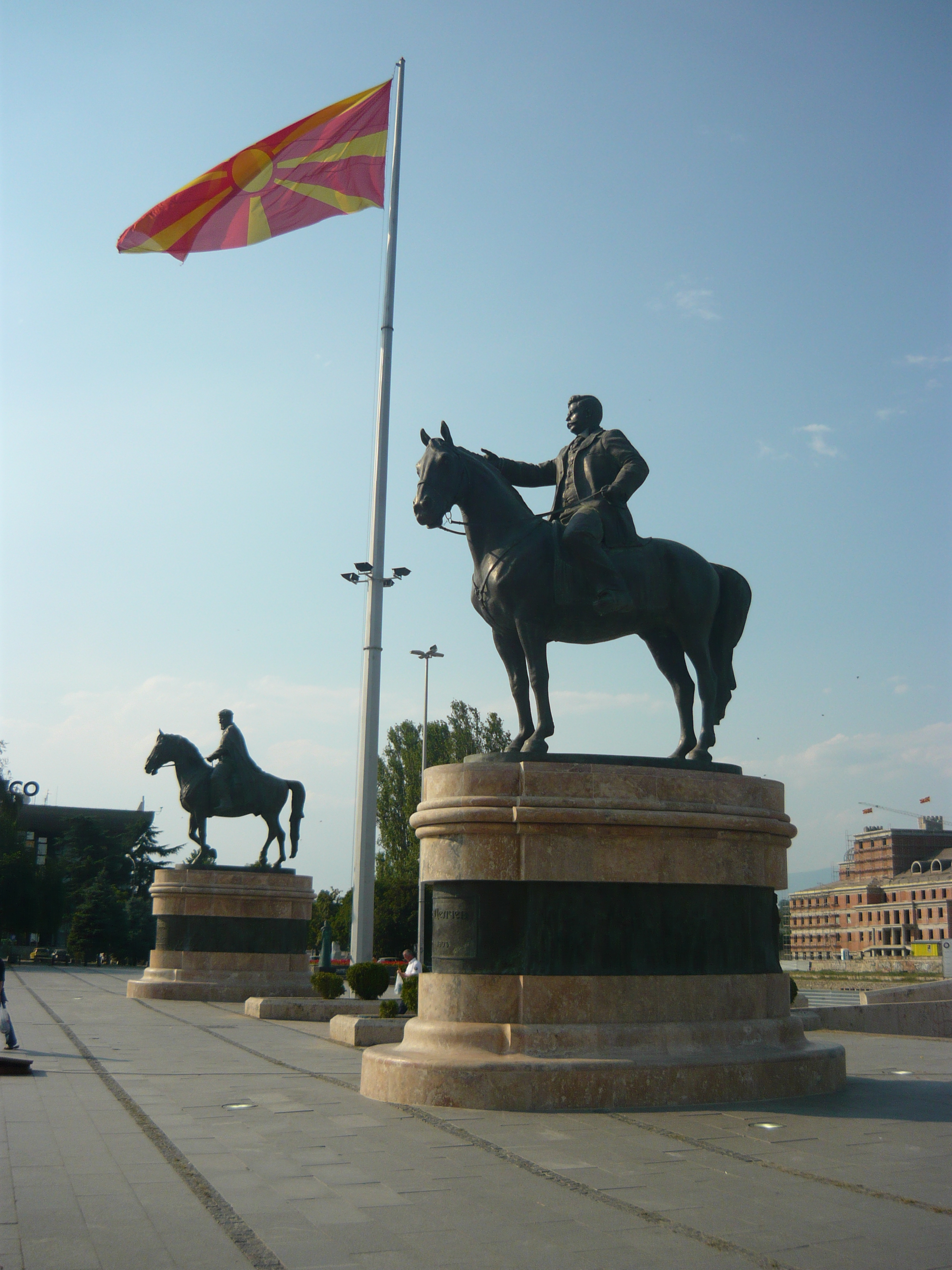
Pomník ve Skopje, v pozadí pomník Dame Grueva

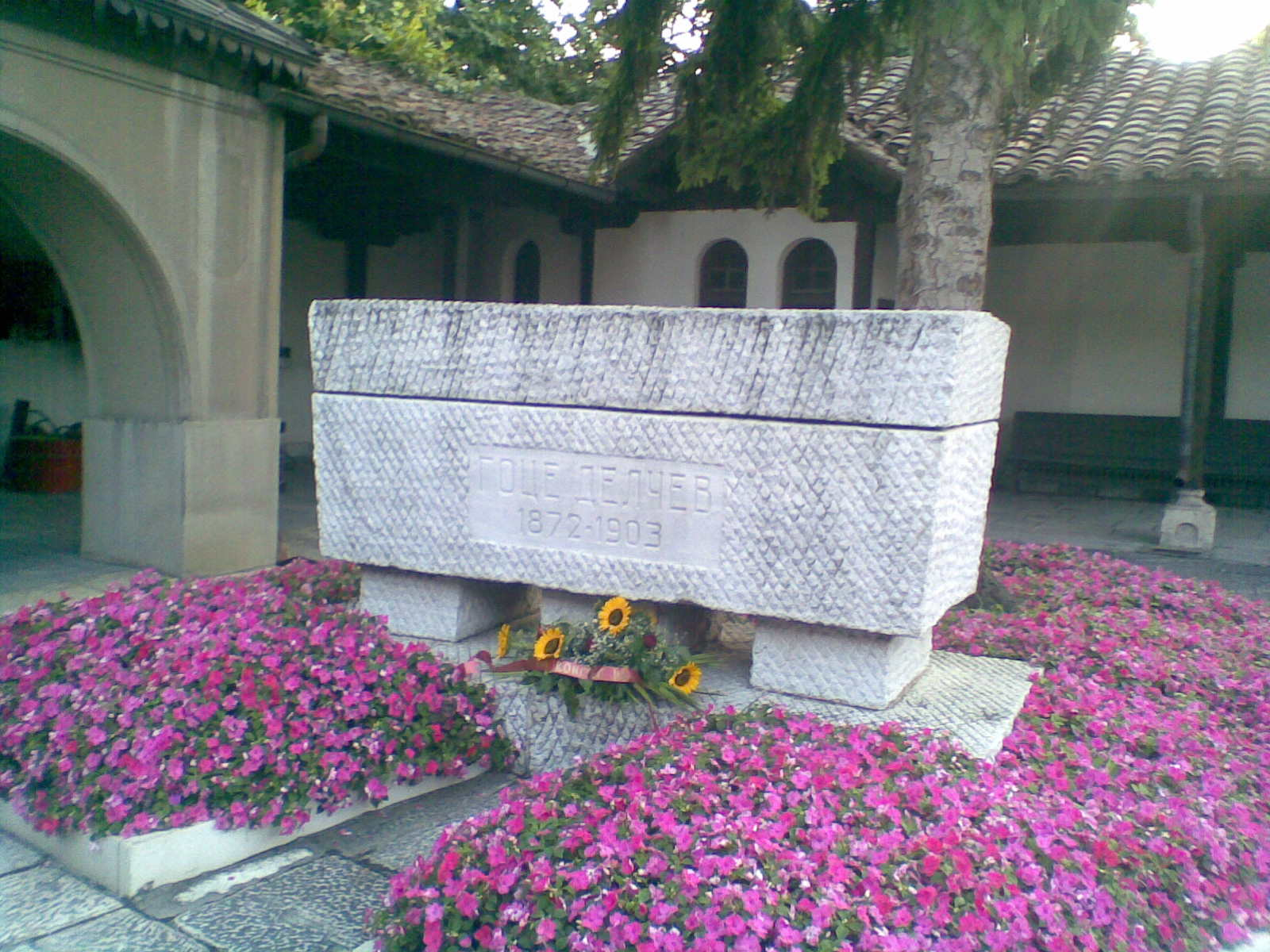
Hrob ve Skopje

Goce Delčev (bulharsky Гоце Делчев, původním jménem Georgi Nikolov Delčev, bulharsky Георги Николов Делчев, makedonsky Ѓорѓи Николов Делчев; 4. února 1872, Kilkis – 4. května 1903, Banica) byl bulharský revolucionář narozený na území dnešního Řecka (tehdy Osmanské říše), který působil zejména na území Makedonie a Thrákie. Za národního hrdinu je považován v Bulharsku a Severní Makedonii.

## Vzbouřenec
Goce Delčev byl vzdělán na sofijské Vojenské akademii (dnes Národní vojenské univerzitě Vasil Levskij – Национален военен университет „Васил Левски“), ale byl vyloučen měsíc před maturitou kvůli svým politickým aktivitám a levicovému přesvědčení. Stal se poté učitelem, působil v Makedonii. Intenzivně studoval ideje a činy velkých revolucionářů, zejména Washingtona, Garibaldiho, Mazziniho, Marxe a Engelse, Levského i Boteva. Inspirován jimi se rozhodl bojovat za nezávislost na Osmanské říši. Představoval si, v botevovské inspiraci, vznik mnohonárodnostní a samosprávné "Makedonsko-adrianopolské republiky", která se nakonec integruje do velké Balkánské federace. Stal se proto vůdcem makedonské revoluční (paravojenské) organizace VMRO (Vnitřní makedonská revoluční organizace), která bojovala proti nadvládě Turecka na územích, která byla osídlena převážně slovanským obyvatelstvem, ale jejíž jednotky ("čety") sváděly boje také s prosrbskými a prořeckými silami. Delčev dal nacionalistické organizaci spíše anarchistický ráz, vsázel na teroristické útoky, guerillový způsob boje a na mobilizaci venkovských oblastí. V roce 1903 byl Delčev zabit Turky v severořeckém městě Banica (řecky Karié), které bylo později zničeno řeckou armádou roku 1913 během druhé balkánské války.
Delčevova smrt vyvolala v srpnu 1903 ilindenské povstání, jehož potlačení si vyžádalo mnoho životů. VMRO byla následně velmi oslabena a rozpadla se na několik frakcí. O slovo se přihlásila znovu až během balkánských válek v první polovině 20. století, kdy podpořila bulharskou armádu.
Delčev byl pohřben v Banici, jeho ostatky byly ale převezeny do makedonského Skopje po druhé světové válce, kdy Řecko vyhnalo etnické Bulhary a Makedonce. Pohřben je zde v kostele Sveti Spas.

## Bulhar i Makedonec
Ne zcela jasná je jeho národnostní identita. V Bulharsku je považován za Bulhara, v Severní Makedonii za Makedonce (zajímavé je, že se k němu nehlásí Řekové, ačkoli se v Řecku narodil i zemřel). Etnicky byl Bulharem (ač je to v Severní Makedonii někdy popíráno), hovořil také bulharsky, ovšem byl dosti zklamán z vývoje bulharského státu (jenž vznikl 3. března 1878) a zvolil si tedy identitu makedonskou, přičemž pojem makedonství byl pro něj asi více politický než etnický, koncentroval do něj své politické sny a naděje, které se skládaly z regionálního patriotismu, ideje nezávislosti na konzervativní Osmanské říši a socialismu. Patrně si nepředstavoval, že by se makedonská etnicita měla oddělit od bulharské, je to ale předmětem sporů.

## Odkaz
V Bulharsku se po něm jmenuje město (Goce Delčev), v Severní Makedonii také (Delčevo). V makedonském Štipu nese jeho jméno univerzita (Универзитетот „Гоце Делчев“ – Штип), v Prilepu stadion (стадион "Гоце Делчев"). Delčevovo jméno nese most
a studentské koleje ve Skopje. Jsou po něm pojmenovány též dvě hory, nejvyšší hora bulharského pohoří Slavjanka Gočev Vrah a Delcev Peak v Antarktidě.
V televizní soutěži Velcí Bulhaři se umístil na 54. místě.
O Delčevovi se zpívá v hymně Severní Makedonie, jejíž slova napsal Vlado Maleski roku 1942. Jeho jméno je v hymně provoláváno spolu s Pitu Gulim, Dame Gruevem a Jane Sandanskim (všichni byli členy VMRO). V druhé sloce hymny se zpívá: „Odnovo sega znameto se vee na Kruševskata Republika / Goce Delčev, Pitu Guli / Dame Gruev, Sandanski! Goce Delčev, Pitu Guli / Dame Gruev, Sandanski!“, tedy „Znovu vlaje vlajka Kruševské republiky! / Goce Delčev, Pitu Gruli, / Dame Gruev, Sandanski! / Goce Delčev, Pitu Gruli / Dame Gruev, Sandanski!“ (Pojem „Kruševská republika“ poukazuje na to, že v Kruševu začalo Ilindenské povstání.)